# چاه دازو
چاه دازو، روستایی در دهستان گنبد علوی بخش مرکزی شهرستان دلگان در استان سیستان و بلوچستان ایران است.

## پیشینه نام
طبق روایات، فردی به نام دازو در کنار چاهی زندگی می‌کرده و این مکان به دلیل داشتن شرایط مناسب زندگی و کشاورزی، کم‌کم به جمعیت آن افزوده شده و نام آن به چاه دازو معروف شده‌است.

## جمعیت
بر پایه سرشماری عمومی نفوس و مسکن در سال ۱۳۹۵، جمعیت این روستا برابر با ۶۹۳ نفر (۱۵۴ خانوار) بوده‌است.